# Temnosternus flavoscriptus
Temnosternus flavoscriptus är en skalbaggsart som beskrevs av Mckeown 1942. Temnosternus flavoscriptus ingår i släktet Temnosternus och familjen långhorningar. Inga underarter finns listade i Catalogue of Life.